# Martin Holmgren (jurist)
Nils Claes Martin Holmgren, född 24 juni 1958, är en svensk jurist och ämbetsman. Sedan den 14 februari 2020 är han generaldirektör för Kriminalvården.
Holmgren har tidigare tjänstgjort som rättschef och expeditionschef vid Inrikes- och Kulturdepartementet, som chefsrådman i Stockholms tingsrätt från 2003 och som lagman i Nacka tingsrätt 2008–2014. Han var även generaldirektör för Domstolsverket 2014–2020. 